# 줄리앙과 마거리트 드 라발레
줄리앙과 마거리트 드 라발레(Julien and Marguerite de Ravalet)는 투라빌(Tourlaville)의 영주 Jean III de Ravalet의 자식들이었다. 그들은 1603년 12월 2일 파리의 그레브 광장(Place de Grève)에서 간통과 근친상간 혐의로 처형당했다. 투라빌(Tourlaville)은 프랑스 노르망디(Normandy)에 있는 지역 중 하나의 옛날 이름이다.

## 일생
줄리앙 드 라발레(Julien de Ravalet)는 1582년에 태어났고, 마거리트 드 라발레(Marguerite de Ravalet)는 1586년에 11명의 형제자매를 가지고 태어났다. 그들의 남매애는 빠르게 사랑으로 바뀌어갔고, 그 결과 그들의 부모는 그들을 떼어놓았다. 그들의 부모는 줄리앙을 13살에 쿠탕스(Coutances)의 대학으로 보냈다. 3년 후, 줄리앙이 돌아오고서, 마거리트는 32살의 Jean Lefevre de Haupitois와 1600년 3월 20일 투라빌의 성모 마리아(Notre-Dame de Tourlaville) 성당에서 결혼했다. Jean Lefevre de Haupitois는 귀족은 아니었지만 세금 징수원으로서 돈을 많이 벌었다.

## 같이 보기
- 어거스터 리(Augusta Leigh)
- 마르그리트 드 발루아(Marguerite de Valois)